# Asino viterbese
L'asino viterbese (di Allumiere) è una delle otto razze asinine italiane riconosciute. È originario del Lazio della zona del Viterbese dove viene utilizzato per onoterapia, equiturismo, produzione lattea e del comune di Allumiere dove viene utilizzato anche per il palio degli asini. Ha una taglia medio-grande ed ha la caratteristica peculiare di cambiare il colore del mantello, infatti alla nascita presenta un manto baio da chiaro a scuro che mantiene per la prima fase di crescita. Oltre i 30 mesi il mantello cambia colore e tende invece a divenire grigio brunastro, grigio pomellato, fino a grigio molto chiaro negli asini più anziani. La riga mulina crociata è presente solo sporadicamente, mentre gli arti, il musello e l'addome sono di un colore grigio più chiaro.